# Kom terug (Spinvis)
"Kom terug" is een nummer van de Nederlandse muzikant Spinvis. Het nummer verscheen op zijn album tot ziens, Justine Keller uit 2011. In juli van dat jaar werd het nummer uitgebracht als de eerste single van het album.

## Achtergrond
"Kom terug" is geschreven door Spinvis, het pseudoniem van Erik de Jong. In de jaren '90 van de twintigste eeuw bracht Spinvis een vroege Engelstalige versie van het nummer uit onder de titel "Beautiful to me'". Deze versie verscheen op de demo The Place of Haha, dat hij schreef in samenwerking met Evert-Jan van den Brink. In 1995 werd deze versie uitgebracht op het in eigen beheer uitgebrachte album Falling Ever So Softly onder het pseudoniem J.D. Traven.
In 2011 werd de Nederlandstalige versie van "Kom terug" uitgebracht op het album tot ziens, Justine Keller. De tekst gaat over vakantie, en het terugkomen met een voldaan gevoel. Dat jaar ontving het nummer de Gouden Luisterpaal, de award voor het meest beluisterde nummer op de Luisterpaal van 3voor12. In een interview vertelde hij over het nummer: "[Het nummer] is bedoeld voor iedereen, in gebiedende wijs. Toen ik het maakte, had ik dat niet beseft, maar ik heb vaker gehoord dat het thema lijkt op het Ramses Shaffy-lied "Zing, vecht, huil, bid, lach, werk en bewonder". Op die manier spreekt het iedereen aan. Ik heb het heel snel gemaakt, het was eigenlijk een sms'je naar iemand die op vakantie ging, en toen schreef ik "reis ver, kom terug, drink wijn" enzovoort. Pas later had ik die melodie gemaakt, toen kwam [dit sms'je] weer terug en ben ik in mijn telefoon gaan graven. Nu is het wel een bekend nummer geworden. Die tekst is een wonder, met name met deze tekst, dat gebeurt wel vaker, die gaat echt een eigen leven leiden. Ik lees het op geboortekaartjes, bij overlijdensberichten, mensen tatoeëren het in hun hals of op hun been, het komt in boeken terug, het is echt niet meer van mij. Het is echt van ons, en dat is wel heel bijzonder als dat gebeurt."
"Kom terug" werd in Nederland een kleine hit in de Single Top 100, met een 77e plaats als hoogste notering. In Vlaanderen behaalde het de Ultratop 50 niet, maar bleef het steken op de 57e plaats in de Tipparade. Het staat inmiddels ook een aantal jaren in de Radio 2 Top 2000, met in 2022 de (voorlopig) hoogste notering op nummer 546. In 2013 werd het refrein van het nummer, "Reis ver, drink wijn, denk na, lach hard, duik diep, kom terug", geciteerd op de eerste pagina van Vele hemels boven de zevende, de debuutroman van Griet Op de Beeck. Toen dit boek in 2017 verfilmd werd, maakte Spinvis de soundtrack voor deze film, waar "Kom terug" als laatste nummer op staat.

## Hitnoteringen

### Single Top 100
| Hitnotering: 14-01-2012 t/m 04-02-2012 | Hitnotering: 14-01-2012 t/m 04-02-2012 | Hitnotering: 14-01-2012 t/m 04-02-2012 | Hitnotering: 14-01-2012 t/m 04-02-2012 | Hitnotering: 14-01-2012 t/m 04-02-2012 | Hitnotering: 14-01-2012 t/m 04-02-2012 |
| Week                                   | 1                                      | 2                                      | 3                                      | 4                                      |                                        |
| -------------------------------------- | -------------------------------------- | -------------------------------------- | -------------------------------------- | -------------------------------------- | -------------------------------------- |
| Nummer                                 | 82                                     | 77                                     | 94                                     | 100                                    | uit                                    |

### NPO Radio 2 Top 2000
| Nummer met noteringen in de NPO Radio 2 Top 2000 | '17  | '18 | '19 | '20 | '21 | '22 | '23 | '24 |
| ------------------------------------------------ | ---- | --- | --- | --- | --- | --- | --- | --- |
| Kom terug                                        | 1153 | 819 | 696 | 676 | 595 | 546 | 506 | 465 |

1. ↑  Een vetgedrukt getal geeft de hoogste notering aan.
2. ↑  2017 was het eerste jaar met een notering voor dit nummer.